# Кожне болести пениса
Кожне болести пениса (акроним КБП)  група су инфективних, неинфективних и полно преносивих болести, различите етиологије. Међу њима су поред бактеријских гљивичних и вирусних инфекција најчешће, псоријаза, планоцелуларни карцином, папулосквамозне системске болести, кожни осип изазван лековима, односно алергијских или контактни дерматитис. У полно преносиве болести које могу бити узрок промене на кожи пениса спадају; сифилис или луес, меки чир, ингвинални лимфогранулом, кондиломи и генитални херпес. У ретким случајевима могу се јавити и херпес зостер, туберкулоза коже и друге болести.

## Баланитис
Баланитис се манифестује као упорне, добро дефинисане стакласто црвене мрље на телу пениса и/или кожици (препуцијуму). Ово стање обично се јавља само код необрезаних мушкараца. Баланитис се често види у слопу  склерозе.
Дијагноза
Дијагноза се поставља клинички, али је понекад потребна биопсија коже да би се искључиле друге дијагнозе. Зоонов баланитис се често види у контексту склерозе лишаја (види горе). 
Терапија
Лечење се спроводи комбининованом применом замене за сапун, заштитне креме и локалних кортикостероидних крема.
|  |  |  |

## Алергијски контактни дерматитис
Алергијски контактни дерматитис постао је чест, након све распрострањеније  употребе кондома направљених од латекса.
Клиничка слика
Код ове болести клиничка слика се карактерише појавом црвених, пруригинозних промена, понекад са исцетком или фисурама.
Терапија
Лечи се локалном применом кортикостероида.
Превенција
Контактни дерматитис се може спречити, коришћењем кондома који нису направљени од латекса (али не и применом природних кондома, који не пружају добру заштиту од инфекције ХИВ-ом).

## Склерозни и атрофични лишај
Склерозни и атрофични лишај (лат. ichen scleroticus et atrophicus) или (лат. blanitis xerotica obliterans), једна је од кожних болести пениса која се јавља се у облику беличастог отврднућа при врху глвића, и које окружује, а често и стеже меатус пениса. 
Етиологија
Последица је хроничне упале па може узроковати фимозу или парафимозу.  
Терапија
У лечењу лакших случајева користи се локална примена тестостерона, антибактеријских и антиинфламаторних лекова. 
У тежим случајевима најчешће се мора прибећи меатотомији, ласерској вапоризацији или меатопластици.

## Лихен планус пениса
Лихен планус је релативно честа упална болест коже и слузокожа. Јавља се код око 1-2% популације. Име лихен (lichen) добила је по биљци (маховина) која расте на камену и дрвећу. Није заразна и малигна болест,немогуће је пренети другоме односно добити од некога, није наследна и нема никакве везе са исхраном.
Етиологија
Узрок болести није познат. Сврстава се у тзв. аутоимунске болести, у којима је измењен имунски (одбрамбени) систем, па уместо на страна антитела, производи антитела према сопственом ткиву (кожи, слузокожи, длаци и ноктима). 
Неки од случајева лихен су последица алергијске реакције на лек, најчешће лекова против високог притиска, болести срца и зглобова. Неки од случајева лихена удружени су са инфекцијом хепатитис Ц вирусом.
Клиничка слика
Лихен планус, ако се јавља се на мушком уду, манифестује се у облику малих папула или прстенастих промена по главићу или телу пениса. Болест се може заменити за пемфигоид или мултиформни облик еритем. Тежи облик ерозивног лихен планус јавља се на оралним и гениталним слузницама и познат је као пеногингивални синдром у мушкараца (код жена носи назив вулвовагиногингивални синдром). 
Терапија
Кожне промене на пенису се у већини случајева спонтано повлачи па асимптоматске облике болести не треба лечити.  
Лечење је потребно, ако је присутан јак осећај свраба. Сметње смањује локална примена кортикостероида.
Прогноза
Најчешће настаје унутар две године, а после повлачења заостаје смеђе пребојена кожа.  
Код око 20% случајева болест се може поново јавити.

## Бисерне папуле
Бисерне папуле пениса или Тисонове жлезде (лат. hirsuties papillaris genitali) су бенигне (доброћудне) променама на кожи пениса које се јављају скоро код сваког трећег мушкарца. Непознатог су узрока.
Епидемиологија
Најчешће се јављају код сексуално активних мушкараца у пубертету и млађој одраслој доби. 
Чешће су у необрезаних мушкараца, а са старењем њихов се број и значајно  смањују.
Нису последица нехигијене, и не преносе се полним контактом.
Клиничка слика
Бисерне папуле су мале жућкасто-беле избочине, налик бубуљицама, локализоване на рубу главића пениса. Глатке су и сјајне површине, пречника мањег од 1 mm. Често су у неправилном низу поређане кружно у више редова. Временом постају мање уочљиве. 
Не изазивају никакве тегобе, нити постоји могућност малигне алтерације. Представљају само козметички дефект.
|  |  |  |

Дијагноза
Дијагноза се поставља на основу клиничког прегледа од стране уролога или дерматовенеролога. Евентуалне потешкоће у дијагностици могу се уклонити биопсијом и микроскопским прегледом наведених кожних промене - уочава се различит број проширених крвних судова, који су  танких зидова, умножавање ћелија везивног ткива и фибробласта.
Диференцијална дијагноза
Уколико је промена удружена са  симптомима и знацима запаљења - црвенило, оток и свраб, треба имати у виду другу етиологију болести.
Често се бисерне папуле мешају са кондиломима (полним брадавицама), који спадају у полно преносиве болести узроковане ХПВ инфекцијом или са  molluscum contagiosum..  
Лечење бисерних папула
Терапија
Како се у већини случајева ради о физиолошкој (природној) врсти коже пениса, лечење најчешће није потребно. Кско промене често могу изазвати психичке сметње јер код мушкараца доводе до осећаја стида, несигурности и избегавања полних односа. У таквим случајевима саветује се њихово уклањање. 
У свакодневној лекарској пракси за уклањања бисерних папула примењују се:
- Електротерапија -  која подразумева директну примену електричне енергије у сврху лечења
- Киретажа - стругање папула (не препоручује се пацијентима да сами стружу папуле јер могу довести до инфекције и црвенила, а папула се враћају за неколико дана)
- Карбон диоксид ласер - врло скупа метода са недовољним бројем података о валидности методе.
- Хируршки захват
- Криотерапија (смрзавање течним азотом на -196˚С) и локална примена подофилина. Како ова врста терапије не даје добре резултате, она се за сада не препоручују у лечењу бисерних папула.

## Еритроплазија
Еритроплазија  и Бовенова болест пениса, су оштро ограничене, црвенкасте и баршунаста, премалигне промене у гениталном подручју, које се већином јављају на главићу или корони пениса необрезаних мушкараца. 
Клиничка слика
Оба стања, карактеришу се појавом мултиплих папула по телу пениса, и сматрају се интраепителним неоплазмама односно карциномом ин ситу.
Дијагноза
Код сумње на еритроплазију исту треба доказати патохистолошким прегледом након биопсије ткива пенис. 
Терапија
Лечи се 5% кремом флуороурацила, ласером или локалном ексцизијом. Наком примерне терапије индиковано је редовно праћење болесника.

## Генитални херпес
Генитални херпес је полно преносива болест која се може манифестовати са групом малих пликова и/или улцерација. Чиреви се могу појавити на главићу, кожици и осовини пениса. Обично су болни и могу трајати неколико недеља. Поновљени напади се обично дешавају у истој области.
Дијагноза
Дијагноза се обично може поставити клинички, али се може узети брис вируса да би се потврдила дијагноза. 
Терапија
Лечење оралним ацикловиром убрзава опоравак и понекад се дају превентивне куре ацикловира ако су напади веома чести или исцрпљујући.

## Инфекције узроковане хуманим папилома вирусом (ХПВ)
Херпес гениталис и инфекције узроковане хуманим папилома вирусом (ХПВ) су у порасту, посебно код младих сексуално активних људи. Најчешћи узрочници ХПВ су кондилома акуминатум типови ХПВ 6 и 11 ниског ризика; ХПВ типови 16 и 18 високог ризика који су повезани са премалигним и малигним лезијама.
Клиничка слика
Инфекција вирусом херпес симплекса је најчешћи инфективни узрок гениталних улцерација, са доказима да су многе инфекције асимптоматске. ХПВ инфекција може бити латентна, субклиничка и клиничка.  Брадавице се обично појављују неколико месеци након инфекције, али се могу појавити и годинама касније.
Тарапија
Лечење гениталних брадавица остаје незадовољавајуће; рецидиви су чести. Имикуимод, ново је локално имунотерапеутско средство, које индукује интерферон и друге цитокине, и има потенцијал да буде терапија прве линије за гениталне брадавице.

## Шуга и педикулоза
Шуга и педикулоза се преносе контактом коже са кожом, најчешће сексуалним контактом, а пенис и скротум су омиљена места за шугасте лезије.
Клиничка слика
Код особа које први пут обољевају први знаци обољења се јављају 4-6 седмица након инфестације, док се код особа које су већ имале шугу први знаци јављају након 1-3 дана. Најчешће прође 3-4 недеље од контакта са оболелом особом до појаве првих симптома.
Главни знаци болести су свраб и појава скабиозне оспе и скабиозних каналића на кожи. Свраб се јавља први и најизраженији је у првој половини ноћи. Сматра се да је свраб резултат алергијске реакције организма на секрете и екскрете паразита.
Скабиозна оспа је полиморфна са претежно еритематозним и уртикаријалним променама, папулама, везикулама и екскоријацијама. Промене се јављају у пределу  корена прстију, предњих површина зглобова  ручја и лактова, предњем делу пазушне јаме, пределу појаса, на ногама и спољним гениталијам 
Терапија
Лечење спроводити антискабицидном терапијом.  Орални ивермектин, високо активан антипаразитски лек, вероватно ће бити третман избора, али док се не одобри, требало би да буде резервисан за посебне облике шуге. Ради постизања успеха у лечењу потребно је да се лек аплицира на целу површину коже осим главе и врата. 
Током терапије потребно је пооштравања свих мера личне хигијене, прање коришћеног доњег веша, постељине и одеће ношене два дана пре почетка терапије, коришћењем вреле воде и детерџента, потом пеглање истих. 
Пре почетка лечења оболели се окупа топлом водом и сапуном, затим пешкиром добро осушити кожу, променити постељину и гардеробу. Дан после последњег мазања опет се окупати и променити постељину и гардеробу. 
Превенција
Шуга  је породична болест па је у највећем броју случајева неопходно да се истовремено лечи цела породица. Обзиром да се преноси интимним, блиским контактом потребно је обавестити сексуалног партнера који такође треба да се лечи.

## Превенција кожних болести пениса
Превенција кожних болести пениса подразумева:
- идентификацију фактора ризика,
- рано откривање свих предканцерозних лезија и
- лечење фимозе.